# Pteropus yapensis
La volpe volante di Yap (Pteropus yapensis Andersen, 1912) è un pipistrello appartenente alla famiglia degli Pteropodidi, endemico delle Isole Yap e dell'Atollo di Ulithi.

## Descrizione

### Dimensioni
Pipistrello di medie dimensioni, con lunghezza dell'avambraccio di circa 130 mm, la lunghezza del piede di circa 47 mm e la lunghezza delle orecchie di circa 25 mm.

### Aspetto
La pelliccia è corta. Il dorso è nerastro, moderatamente cosparso di peli bianco-argentati lucidi, mentre le parti ventrali e i fianchi sono nero-brunastre, più scure al centro, con dei riflessi brunastri sui lati e densamente cosparse di peli bianco-grigiastri. Le spalle, i lati del collo e la nuca sono giallo-brunastri dorati. La parte anteriore del collo è rossiccia, mentre la fronte e la zona tra gli occhi sono marrone scuro, passando gradualmente attraverso i lati della testa e la gola al nero-brunastro delle parti inferiori. Le orecchie sono piccole e con la punta arrotondata. La tibia è ricoperta di peli. È privo di coda, mentre l'uropatagio è ridotto ad una sottile membrana lungo la parte interna degli arti inferiori.

## Biologia

### Comportamento
Si rifugia durante il giorno sugli alberi dove forma colonie numerose. Si sposta al tramonto per nutrirsi.

### Alimentazione
Sull'Atollo di Ulithi è stato visto nutrirsi di frutti dell'albero del pane, della Palma da Cocco, di Ficus prolixa, di varie specie di Banane, e poi Eugenia javanica, Pandanus tectorius, Neisosperma oppositifolia, Calophyllum inophyllum e Guettarda speciosa.

### Riproduzione
Giovani individui sono stati osservati tra febbraio ed aprile e tra agosto ed ottobre.

## Distribuzione e habitat
L'areale di questa specie è ristretto alle Isole Yap e all'atollo di Ulithi.
Vive nelle ultime foreste secondarie presenti sull'arcipelago, nelle mangrovie e nelle foreste agricole.

## Tassonomia
In accordo alla suddivisione del genere Pteropus effettuata da Andersen, P. yapensis è stato inserito nello P. mariannus species Group, insieme a P. mariannus stesso, P. loochoensis, P. pelewensis, P. tonganus e P. ualanus. Tale appartenenza si basa sulle caratteristiche di avere un ripiano basale nei premolari, cranio tipicamente pteropino e le spalle di un colore più brillante rispetto al resto del corpo.

## Conservazione
La IUCN Red List, nonostante sia in aumento dal 1990 in seguito ad un programma di protezione, e un evento catastrofico come un Tifone potrebbe decimarne la popolazione, classifica P. yapensis come specie vulnerabile (VU).

La CITES ha inserito questa specie nell'appendice I.